# Bagaslaviškis

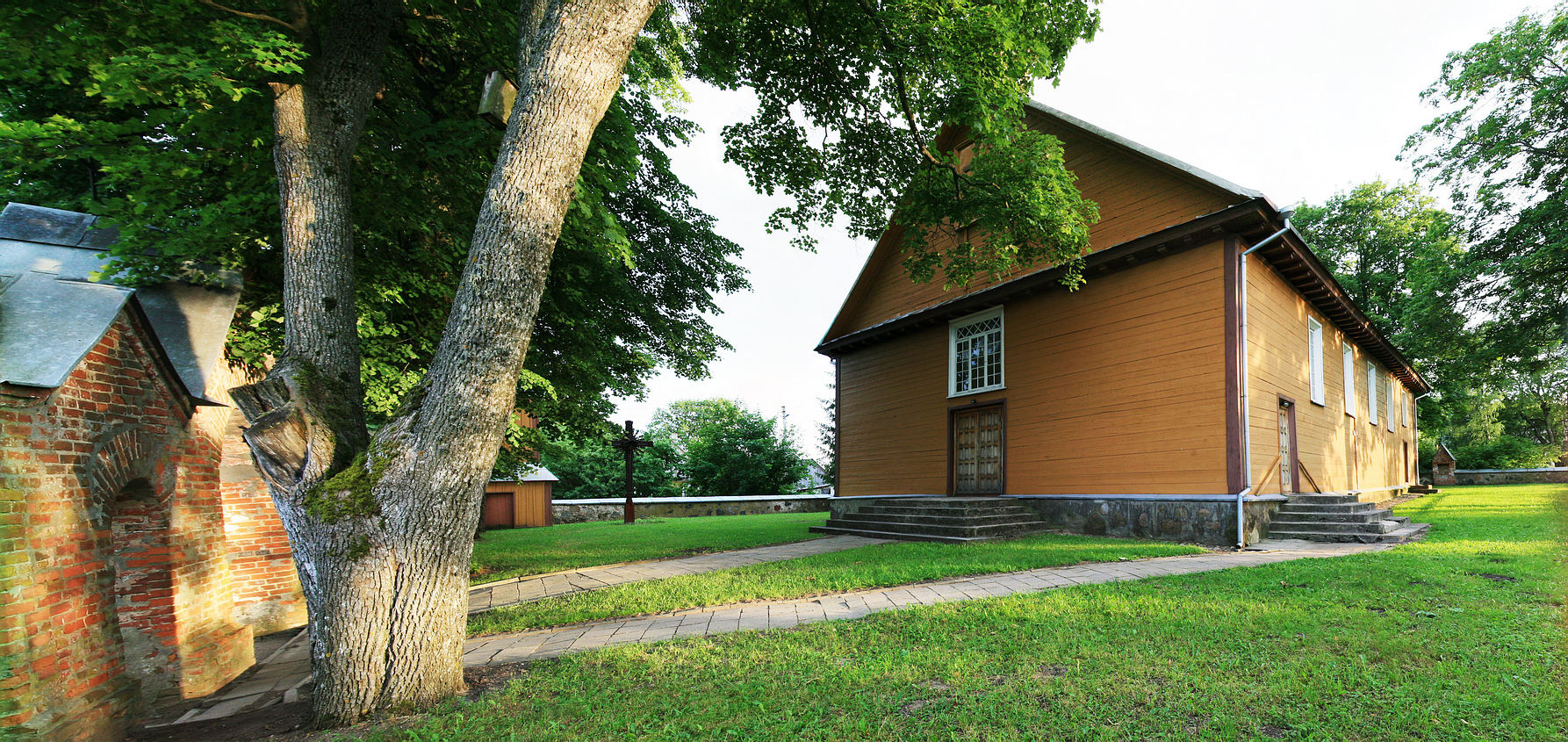
Kreuzauffindungskirche

Bagaslaviškis ist ein Städtchen mit 110 Einwohnern (2011) in der Rajongemeinde Širvintos, Bezirk Vilnius in Litauen. Es liegt westlich von Širvintos, 5 km östlich von Gelvonai. 
Es gibt die hölzerne katholische Kreuzauffindungskirche Bagaslaviškis (gebaut 1851), ein Postamt (LT-19026), die Ignas-Šeinius-Hauptschule, eine Bibliothek. 
1910 wurde die erste Schule errichtet. Ab 1921 gab es eine Grundschule, ab 1957 eine Mittelschule.

## Personen
- Rimantas Didžiokas, Politiker